# آمپیروکسیکام
آمپیروکسیکام (به انگلیسی: Ampiroxicam) (INN) یک داروی ضدالتهاب غیراستروئیدی (NSAID) است. این ماده پیش داروی پیروکسیکام است.